# 李春江
李春江（1963年3月11日—），中国辽宁籍篮球教练员、前篮球运动员。1990年入选国家队并获得当年亚运会冠军，1992年参加巴塞罗那奥运会。2001年兼任助理教练，率领宏远男篮勇夺三连冠，立下汗马功劳。
2006年开始担任主教练工作。 2010-2011CBA赛季，李春江带领广东东莞银行队获得总冠军，夺得四连冠。2013年1月6日，由于身体原因李春江主动向广东俱乐部提出不再继续担任球队主教练的职位。2013年4月14日，李春江签署了一份长达5年的合约并出任浙江广厦男篮主教练，后于2020年12月22日转任球队顾问。2021年起担任上海大鲨鱼男篮主教练。
2023年4月17日，中国篮球协会公布处罚公告，因2023年4月11日和2023年4月14日，在2022-2023赛季中国男子篮球职业联赛季后赛12进8第二场和第三场上海久事篮球俱乐部久事篮球队对阵江苏肯帝亚篮球俱乐部苏州肯帝亚篮球队的比赛中，存在消极比赛的情况，被中国篮协处罚5年内中止其教练员注册资格。

## 球员生涯及个人荣誉
- 1977年进入辽宁省体校
- 1982年入选国家青年队
- 1983年入选辽宁男篮
- 1984年帮助辽宁队获得全国甲级联赛亚军
- 1988年帮助辽宁队获得全国甲级联赛冠军
- 1989年帮助辽宁队获得全国甲级联赛冠军
- 1990年帮助辽宁队获得亚俱杯冠军
- 1990年入选中国国家队，获得第11届亚运会冠军
- 1991年代表中国国家队参加，获亚锦赛冠军
- 1992年代表中国国家队参加第25届奥林匹克运动会
- 1995-1996年参加CBA全国甲A联赛并获亚军
- 1996-1997年参加CBA全国甲A联赛并获季军
- 1997年代表广东省参加中国第8届全运会，获第三名
- 1997-1998年参加CBA全国甲A联赛，获第六名

## 执教生涯及个人荣誉
- 1993年来到广东宏远队至2006赛季
- 2001年初接替张勇军成为宏远队主教练，并率队2000--2001赛季CBA联赛第6名
- 2001-2002赛季率队获得CBA联赛第7名
- 2002-2003赛季率队打入CBA总决赛，获得第2名
- 2003-2004赛季开始，率队连续3届夺得总决赛冠军
- 2005-2006赛季，获得优秀教练员
- 2006年5月22日，出任广东宏远男篮总教练
- 2006年7月17日，出任中国青年男篮主教练
- 2007年至2013年1月，任广东队东莞银行队主教练，并率队夺得四连冠。
- 2013年1月6日，向广东宏远俱乐部提出请辞，辞去主教练一职。
- 2013年4月14日，出任浙江广厦男篮主教练并签署了一份长达5年的合约。
- 2020年12月22日，以“执教压力过大”之因向浙江广厦男篮请辞，随后获球队挽留并转任顾问。[3]
- 2021年5月20日，浙江广厦猛狮篮球俱乐部发布公告，宣布球队已正式与李春江解约。随后，上海久事大鲨鱼篮球俱乐部发布公告，宣布李春江出任球队主教练。[4]
- 2023年4月17日，由於執教的上海大鲨鱼被認定為存在消極比賽，從當天起5年內李春江的教练员注册资格被中止。[5]
- 2024-2025赛季，李春江担任山西汾酒男篮顾问，在比赛外指导球队训练。